# بليك ديتريك
بليك ديتريك (بالإنجليزية: Blake Dietrick)‏ مواليد 19 يوليو 1993 في ماساتشوستس، هي لاعبة كرة سلة أمريكية. بدأت مسيرتها الاحترافية في سنة 2016. وتحمل الرقم 4. يبلغ طولها 5 قدم 10 بوصة (1.8 م). لعبت مع سياتل ستورم في الاتحاد الوطني لكرة السلة النسائية.

## روابط خارجية
- بليك ديتريك على موقع الاتحاد الوطني لكرة السلة النسائية (الإنجليزية)
- بليك ديتريك على موقع كرة السلة الأوروبية.كوم (الإنجليزية)
- بليك ديتريك على موقع كلية كرة السلة في سبورتس رفرنس.كوم (الإنجليزية)
- بليك ديتريك على موقع بروبوليرز (الإنجليزية)
- بليك ديتريك على موقع سبورتس رفرنس (الإنجليزية)